# هایدزویل (کالیفرنیا)
هایدزویل (به انگلیسی: Hydesville) یک منطقهٔ مسکونی در ایالات متحده آمریکا است که در شهرستان هامبولت، کالیفرنیا واقع شده‌است. هایدزویل ۱۹٫۴۲۴ کیلومتر مربع مساحت و ۱٬۲۳۷ نفر جمعیت دارد و ۱۱۱ متر بالاتر از سطح دریا واقع شده‌است.